# Якоповець
Якоповець (хорв. Jakopovec) — населений пункт у Хорватії, в Вараждинській жупанії у складі громади Ялжабет.

## Населення
Населення за даними перепису 2011 року становило 485 осіб.
Динаміка чисельності населення поселення:

## Клімат
Середня річна температура становить 10,10 °C, середня максимальна – 23,72 °C, а середня мінімальна – -5,79 °C. Середня річна кількість опадів – 869 мм.
| Клімат поселення                              | Клімат поселення | Клімат поселення | Клімат поселення | Клімат поселення | Клімат поселення | Клімат поселення | Клімат поселення | Клімат поселення | Клімат поселення | Клімат поселення | Клімат поселення | Клімат поселення | Клімат поселення |
| Показник                                      | Січ.             | Лют.             | Бер.             | Квіт.            | Трав.            | Черв.            | Лип.             | Серп.            | Вер.             | Жовт.            | Лист.            | Груд.            |                  |
| Середній максимум, °C                         | 5,46             | 7,22             | 11,59            | 15,75            | 20,78            | 23,72            | 23,22            | 22,72            | 18,76            | 13,89            | 8,27             | 4,41             |                  |
| Середня температура, °C                       | −0,15            | 1,60             | 5,97             | 10,14            | 15,16            | 18,10            | 19,74            | 19,24            | 15,27            | 10,42            | 4,79             | 0,92             |                  |
| Середній мінімум, °C                          | −5,79            | −4,01            | 0,36             | 4,51             | 9,53             | 12,48            | 16,26            | 15,76            | 11,78            | 6,93             | 1,32             | −2,55            |                  |
| Норма опадів, мм                              | 43               | 46               | 56               | 68               | 74               | 100              | 87               | 90               | 84               | 82               | 79               | 60               |                  |
| Середньомісячна швидкість вітру, м/с          | 2.06             | 2.29             | 2.61             | 2.60             | 2.41             | 2.17             | 2.10             | 1.90             | 1.92             | 2.00             | 2.11             | 2.11             |                  |
| Середньомісячна сонячна радіація, кДж/м²·день | 4097             | 6784             | 10565            | 14901            | 19034            | 20881            | 21538            | 18849            | 13940            | 8675             | 4584             | 3302             |                  |
| --------------------------------------------- | ---------------- | ---------------- | ---------------- | ---------------- | ---------------- | ---------------- | ---------------- | ---------------- | ---------------- | ---------------- | ---------------- | ---------------- | ---------------- |
| Джерело:                                      |                  |                  |                  |                  |                  |                  |                  |                  |                  |                  |                  |                  |                  |